# Karel Oliva (ur. 1958)
Karel Oliva (ur. 26 listopada 1958 w Pradze) – czeski językoznawca. Do jego zainteresowań naukowych należą: lingwistyka matematyczna, składnia formalna.
W latach 2003–2016 pełnił funkcję dyrektora Instytutu Języka Czeskiego Czeskiej Akademii Nauk.

## Życiorys
Maturę zdał w praskim gimnazjum; następnie ukończył studia informatyczne na Wydziale Matematyczno-Fizycznym Uniwersytetu Karola w Pradze (specjalizacja: lingwistyka matematyczna). W latach 1983–1988 był aspirantem wewnętrznym na tymże wydziale. Napisaną rozprawę obronił osiem lat po aksamitnej rewolucji, w roku 1997, na Wydziale Filozoficznym UK.
Jeszcze w styczniu 1989 Oliva wyjechał nielegalnie do Bułgarii, gdzie przyznano mu posadę pracownika naukowego w sekcji lingwistyki matematycznej Centrum Koordynacji Informatyki i Techniki Komputerowej Bułgarskiej Akademii Nauk. W październiku 1989 zalegalizował swój pobyt w Bułgarii.
Od kwietnia 1990 Oliva był zatrudniony w Instytucie Lingwistyki Matematycznej Uniwersytetu Kraju Saary. W 2001 r. uzyskał habilitację z językoznawstwa ogólnego. Od listopada 2001 pracował na Wydziale Lingwistyki Matematycznej Austriackiego Instytutu Badań Sztucznej Inteligencji (OeFAI) w Wiedniu. Od czerwca 2003 r. do września 2016 r. sprawował funkcję dyrektora Instytutu Języka Czeskiej Akademii Nauk.
Oliva interesuje się formalną składnią języków naturalnych, a także innowacyjnymi podejściami, prowadzącymi do zastosowań praktycznych (tj. komputerowych). Jego dorobek obejmuje 90 artykułów naukowych, opublikowanych na łamach czasopism i wydawnictw zbiorowych. Podczas swojej kariery zawodowej zajmował również stanowiska kierownicze w zespołach badawczych. Jest współautorem implementacji szeregu modułów oprogramowania komputerowego (w tym na przykład czeskiego korektora gramatyki w pakiecie Microsoft Office).
Zna języki angielski, bułgarski, włoski, niemiecki i rosyjski; częściowo włada kilkoma innymi językami.